# Поверхневий хімічний потенціал
Поверхневий хімічний потенціал (англ. surface chemical potential) — величина (μi), що є частковою похідною від термодинамічного потенціалу по концентрації і-того компонента при постійних концентраціях усіх інших компонентів:
μi = (∂Aσ/∂niσ)T, A’,n = (∂Gσ/∂niσ)T, p,γ,n,
де Aσ — надлишкова поверхнева енергія Гельмгольца, Gσ — надлишкова поверхнева енергія Гіббса, A’ — енергія Гельмгольца поверхні поділу.